# Немања Нешић
Смедерево  Србија
Немања Нешић (Смедерево, СФРЈ, 16. мај 1988 — Смедерево, Србија, 6. јун 2012) био је српски веслач. Био је припадник националног тима Србија у последњих осам година, освојио је две бронзане медаље на Европском првенству 2009, и 2011, био је финалиста Светског првенства, и учествовао је у многим важним међународним регатама.
Неочекивано је преминуо током јутарњег тренинга 6. јуна 2012.